# بيتر فلمنغ
بيتر فلمنغ (بالإنجليزية: Peter Fleming)‏‏ (31 مايو 1907 في لندن - 18 أغسطس 1971 ) كاتب، وصحفي، وروائي من المملكة المتحدة.

## عن حياته
المقدم روبرت بيتر فليمنغ، الإسكتلندي، المغامر، الصياد والكاتب، هو حفيد المصرفي روبرت فليمنغ، ابن السياسي البريطاني فالنتين فليمنغ وشقيق الروائي إيان فليمنغ الذي ألهم حياته لخلق شخصيته من جيمس بوند.

## الجوائز
- عضو رتبة الإمبراطورية البريطانية.

## روابط خارجية
- بيتر فلمنغ على موقع مونزينجر (الألمانية)